# Fermín Ruiz Escobés
Va néixer en Calahorra (La Rioja) el 7 de juliol de 1850.
Després de tota una vida dedicada a la música en les seves diferents branques, (instrumentista, compositor i pedagog,) va morir a Madrid el 23 de febrer de 1918 als 67 anys.
La seva filla Pilar es va casar amb l'organista i compositor Francisco Carrascón Aguado.
Va iniciar els seus estudis musicals en el Real Conservatori Superior de Música de Madrid. No sols es va centrar en l'estudi de l'oboè, instrument del qual va arribar a ser un gran virtuós, sinó que també va estudiar harmonia amb Galiana i va obtenir el primer premi dels concursos d'harmonia al 1878. Dos anys més tard va aconseguir el primer premi d'oboè sota la tutela del seu mestre, el famós Grassi. El seu prestigi com a instrumentista va arribar a ser considerable, la qual cosa li va permetre ocupar sempre els primers llocs en la Societat de Concerts de Madrid i en el Teatre Real de Madrid. Va exercir el magisteri del seu instrument en el Conservatori de Madrid, alhora que exercia els càrrecs de professor interí d'oboè de l'Escola Nacional de Música i Declamació en la qual havia obtingut els premis d'honor primer i segon d'aquest instrument. El 8 de maig de 1886 va ocupar, per oposició, el lloc d'oboè de la Capella Real de Madrid, abandonant el Real Cos d'Alabarders, en el qual es trobava treballant. Va substituir en aquest càrrec a Carlos Grassi després de la seva defunció. També dominava el corn anglès. Va deixar una obra molt reduïda com a compositor en la qual poden trobar-se estudis i exercicis que, encara avui, són utilitzats en l'ensenyament i en les proves de virtuosisme d'exercicis d'oposició per a oboè. La seva missa al Santíssim Sagrament va ser premiada en el Concurs del Congrés de València al 1893.
Potser per ser part de les seves obligacions com a integrant dels cossos de música als quals va pertànyer, o potser per lliure iniciativa personal, va compondre diverses marxes militars i alguns pasdobles que es troben catalogats a la Biblioteca Nacional.

## Obra
- Ave María, V., org
- Caro Mea, Mot, V., org
- Credidi, VV, org
- Missa al Santíssim Sagrament, 3V, org
- Missa Coral en Honor de Sant Lluís Gonzaga, sol, 2Co, org
- Missa en Re, 3V, Ca, Orq,
- Missa eucarística, (2V o, T, B),org
- Motet al Santíssim, Ca, Orq,
- Salvi,VV, org
- Salvi, Ca, org
- Sant Déu, Ca, org
- Tantum ergo, H, Ca, org
- Tantum ergo, H, 3V, org,
- Tota Pulchra, Mot, B,org
- Ynvitatorio i segon Responsori del tercer Nocturn de les Matines de Nadal, 3V, Orq ,
- Errant religiós
- Música per a Banda (Pasdobles)
- Sang espanyola
- Per Assalt
- El nou recluta
- Fraternité
- Visqui la meva pàtria
- Victoria
- A la vora de l'Ebre
- San Quintín
- L'atac
- Marxa eucarística
- Paz (Polka)
- Eulalia (Polka))
- Gloria a Colón
- L'Aurora, (mazurka)
- A Madrid, (galop)
- Errant per a trompa en Fa i piano
- Set Solos de concert per a oboè
- Serenata espanyola per a oboè
- Serenata per a oboè i piano